# Teoria della ricapitolazione
La 'Teoria della ricapitolazione' o 'Legge della biogenesi' è un'ipotesi, oggi abbandonata, che afferma che lo sviluppo dell'embrione di un essere vivente avviene per fasi che ricordano le fasi dello sviluppo evolutivo della sua specie a partire dagli antenati più remoti. La teoria viene spesso riassunta con la famosa formula creata da Ernst Haeckel: «L'ontogenesi ricapitola la filogenesi».
La teoria della ricapitolazione fu utilizzata dal nazismo a sostegno delle proprie teorie razziste. Con lo sviluppo della genetica molecolare negli ultimi decenni del XX secolo la teoria della ricapitolazione è stata sostituita dalla biologia evolutiva dello sviluppo.
Teorie analoghe sono state proposte in altre discipline scientifiche e tuttora godono di un certo credito sia in glottologia sia nelle teorie comportamentali degli animali e dell'uomo.

## Origini
La teoria della ricapitolazione ha radici remote nel mondo antico, in cui nacque la convinzione di un'analogia fra microcosmo e macrocosmo, idea trasmessa nel medioevo e ripresa dai pensatori rinascimentali.
Il tema assunse un ruolo centrale nel periodo romantico durante la diffusione in Germania della Naturphilosophie di stampo idealistico. Nel 1793 la teoria aveva trovato una sua prima formulazione nella celebre prolusione di Carl Friedrich Kielmeyer, a cui si richiamava Schelling. Secondo Kielmeyer «La forza tramite la quale è stata prodotta la serie dei generi animali è la stessa, per la sua natura e le sue leggi, della forza da cui sono stati causati i diversi stati di sviluppo» dell'embrione.
La teoria venne approfondita ed esposta con molta chiarezza nel decennio 1820-30 da Johann Friedrich Meckel in Germania e da Etienne Serres in Francia, tanto da venir chiamata legge di Meckel-Serres. Tuttavia è fondamentale riconoscere che in questa legge «il parallelismo viene stabilito non fra ontogenesi e filogenesi, un concetto quest'ultimo ancora assente, ma fra sviluppo embrionale e classificazione naturale, la scala della natura». Solo dopo Charles Darwin Haeckel poté formulare la teoria della ricapitolazione vera e propria, che assunse il ruolo di spiegazione causale della morfogenesi.